# Marine royale canadienne (1910-1968)

Le pavillon de beaupré bleu de la Marine royale du Canada en 1965

La Marine royale canadienne (MRC ou Royal Canadian Navy en anglais) était la marine de guerre du Canada entre le 4 mai 1910 et le 1er février 1968. En effet, en 1968, elle a été fusionnée avec l'Armée canadienne et l'Aviation royale du Canada sous un service unifié appelé Forces canadiennes. Son successeur est le Commandement de la Force maritime des Forces canadiennes qui a repris le nom de Marine royale canadienne en 2011 tout en demeurant une partie intégrante du service uni des Forces armées canadiennes.

## Historique
À la fin de la Seconde Guerre mondiale, la MRC était la 3e marine du monde et avait perdu 24 navires durant ce conflit.
Le 1er février 1968, la Marine royale canadienne, l'Armée canadienne et l'Aviation royale du Canada sont unifiées sous une même structure, les Forces canadiennes. La Marine royale devient spécifiquement le Commandement de la Force maritime au sein de cette nouvelle structure.